# 1935-ös férfi kosárlabda-Európa-bajnokság
Az 1935-ös férfi kosárlabda-Európa-bajnokság volt az első férfiak számára rendezett kosárlabda Európa-bajnokság. Az események Svájcban Genf adott otthont 1935. május 1. és május 5. között. Az Eb-n tíz csapat vett részt. A tornát a lett válogatott nyerte meg, a magyar csapat kilencedik helyezést ért el.

## Selejtező
| 1935. április 15. | Spanyolország | 33–12 | Portugália | Madrid |
| 1935. április 15. | (16–6)        |       |            | Madrid |

- Spanyolország jutott ki az Európa-bajnokságra.

## 1. forduló
| 1935. május 1. | Lettország | 46–12 | Magyarország |  |
| 1935. május 1. | (20–7)     |       |              |  |

| 1935. május 1. | Spanyolország | 25–17 | Belgium |  |
| 1935. május 1. | (14–7)        |       |         |  |

| 1935. május 1. | Csehszlovákia | 23–21 | Franciaország |  |
| 1935. május 1. | (16–13)       |       |               |  |

| 1935. május 1. | Svájc  | 42–9 | Románia |  |
| 1935. május 1. | (25–3) |      |         |  |

| 1935. május 1. | Olaszország | 42–23 | Bulgária |  |
| 1935. május 1. | (18–11)     |       |          |  |

## 2. forduló
| 1935. május 2. | Svájc   | 27–17 | Olaszország |  |
| 1935. május 2. | (15–15) |       |             |  |

## Az 5–10. helyért
| 1935. május 3. | Franciaország | 66–23 | Románia |  |
| 1935. május 3. | (40–11)       |       |         |  |

| 1935. május 3. | Bulgária | 22–19 | Magyarország |  |
| 1935. május 3. | (16–6)   |       |              |  |

### A 9. helyért
| 1935. május 5. | Magyarország | 24–17 | Románia |  |
| 1935. május 5. | (9–12)       |       |         |  |

## Az 5–8. helyért
| 1935. május 4. | Franciaország | 29–27 | Olaszország |  |
| 1935. május 4. | (17–16)       |       |             |  |

| 1935. május 4. | Belgium | 29–11 | Bulgária |  |
| 1935. május 4. | (16–2)  |       |          |  |

### A 7. helyért
| 1935. május 5. | Olaszország | 35–22 | Bulgária |  |
| 1935. május 5. | (16–2)      |       |          |  |

### Az 5. helyért
| 1935. május 5. | Franciaország | 49–30 | Belgium |  |
| 1935. május 5. | (31–8)        |       |         |  |

## Elődöntők
| 1935. május 3. | Lettország | 28–19 | Svájc |  |
| 1935. május 3. | (16–12)    |       |       |  |

| 1935. május 3. | Spanyolország | 21–17 | Csehszlovákia |  |
| 1935. május 3. | (10–10)       |       |               |  |

### A 3. helyért
| 1935. május 4. | Csehszlovákia | 25–23 | Svájc |  |
| 1935. május 4. | (16–15)       |       |       |  |

### Döntő
| 1935. május 4. | Lettország | 24–18 | Spanyolország |  |
| 1935. május 4. | (16–8)     |       |               |  |

| Az 1935-ös férfi kosárlabda-Európa-bajnokság győztese |
| ----------------------------------------------------- |
| · Lettország · 1. cím                                 |